# 九一式魚雷
九一式魚雷（きゅういちしきぎょらい）は、大日本帝国海軍が航空機からの投下用に開発・使用した航空魚雷。第二次世界大戦における艦船攻撃に使用された。九一式航空魚雷ともいう。
九一式魚雷（改2）には二つの特徴があった。
- 水中突入時に飛散する木製の空中姿勢安定板を尾部に装着した（1936年）。
- ローリングを安定制御する角加速度制御システム（PID制御）を備えた（1941年）。これは「航空魚雷」にとって最大のブレークスルーだった。

これらによって九一式航空魚雷は、高度 20 m、速度 180 ノット (333 km/h) で、しかも真珠湾のような浅い軍港で発射できるようになった。さらに、九七式艦上攻撃機の水平最高速度 204 ノット (378 km/h) を超える加速降下雷撃で、荒れた海でも発射できるようになった。
直径は、450 mm (17-3/4 in) であった。兵器として制式採用された九一式魚雷に実際に使用されたのは、本体設計が5形式、頭部が5形式あり、頭部重量 213.5〜526.0 kg、搭載炸薬量 149.5〜420.0 kg、水中走行速度 42 ノット (77.8 km/h) で、射程は 2,000〜1,500 m だった。
九一式魚雷は大日本帝国におけるほぼ唯一の航空魚雷だった。したがって、単に航空魚雷といえば九一式魚雷のことを指した。他の型式の魚雷である九三式魚雷と九五式魚雷は水上艦艇および潜水艦で使用され、九七式魚雷は甲標的で使用された。

## 各技術仕様
ここに示すのは、九一式航空魚雷の各形式一覧である。
| 項目       | -                                              |
| ---------- | ---------------------------------------------- |
| 炸裂火薬量 | 204 kg                                         |
| 速度       | 42 ノット                                      |
| 射程       | 2,000 m                                        |
| 直径       | 45 cm (17-3/4 in)                              |
| 全重量     | 838 kg                                         |
| 全長       | 5.427 m                                        |
| エンジン   | 200 hp, ウェットヒーター型, 8気筒 星型エンジン |

### 各型一覧
| 本体 | 頭部   | 炸裂火薬 (kg) | 速度 (ノット) | 射程 (m) | 全長 (m) | 直径 (m) | 全重量 (kg) | 頭部長 (m) | 頭部重量 (kg) | 備考                                                       |
| ---- | ------ | ------------- | ------------- | -------- | -------- | -------- | ----------- | ---------- | ------------- | ---------------------------------------------------------- |
| 91式 | 91式   | 149.5         | 42            | 2,000    | 5.270    | 0.45     | 784         | 0.958      | 213.5         | —                                                          |
| 改1  | 改1    | 149.5         | 42            | 2,000    | 5.270    | 0.45     | 784         | 0.958      | 213.5         | 木製の着脱式尾部安定板に対応（1936年）                     |
| 改2  | 改2    | 204.0         | 42            | 2,000    | 5.470    | 0.45     | 838         | 1.158      | 276.5         | 本体強化に対応 1938年, 回転ロールの制御システム対応 1941年 |
| 改3  | 改3    | 235.0         | 42            | 2,000    | 5.270    | 0.45     | 848         | 1.460      | 323.6         | —                                                          |
| 改3  | 改3_改 | 235.0         | 42            | 2,000    | 5.270    | 0.45     | 848         | 1.460      | 323.6         | 頭部強化対応                                               |
| 改5  | 改3_改 | 235.0         | 41            | 1,500    | 5.270    | 0.45     | 848         | 1.460      | 323.6         | 本体に精密鍛造とステンレス鋳物鋼対応                       |
| 改5  | 改7    | 420.0         | 41            | 1,500    | 5.710    | 0.45     | 1080        | 1.900      | 526.0         | 船底のビルジ破壊対応頭部                                   |

後期型は重量増加により射程が短くなったが、雷撃は基本的に近距離射出するため、問題とはならなかった。九一式頭部改3には、対応する最高射出速度により改3と改3改があった。頭部改7は頭部重量が増大し、浅海面雷撃には対応しなかった。

## 開発史と雷撃戦術
九一式魚雷は1932年（皇紀2592年）12月1日付内令兵第七十二号により兵器採用されたが、この時から真に実用可能な航空魚雷にたどり着くまでの試行錯誤が続いた。

### 古典的な射法
改2型以前の九一式航空魚雷は発射に慎重さを要する魚雷だった。脱落式の空中姿勢安定木製尾翼「框板」を備えてはいたものの、射出速度 130 ノット (240 km/h) 以下、高度 30 m 以下という制限があり、実際に飛行速度が遅ければ遅いほど、魚雷の走行結果は良くなった。複葉機や固定脚（三菱九七式艦上攻撃機）の飛行機でも雷撃実用性がある、と見なされたこともあった。機動部隊の第一航空戦隊に所属する九七艦攻隊は、その当時世界各国の海軍航空部隊（実質的にはアメリカ海軍航空隊および大英帝国海軍航空隊）が行っていた伝統的雷撃法で訓練していた。
航空廠の開発チームは、航空魚雷の最大射程は 2,000 m (1.8 海里) 以内なら可能と結論付けた。雷速が 40 ノットで、目標艦船が速度 30 ノットで急激な回避行動を行うとすると、命中させるためには目標にできるだけ接近しなければならなかった。

### 第2射法
「第2射法」と呼ばれた方法は、浅い軍港において、予想される猛烈な対空砲火の中を、速度 100 ノット (185 km/h)、高度 10 m で行う雷撃だった。当時最新型の中島九七式艦上攻撃機では、この速度で飛行するのは難しく、脚とフラップを下ろして空気抵抗を増やして飛行しなければならなかった。雷撃隊の搭乗員たちは、水深 10 m という浅い鹿児島湾で1941年8月終盤まで、この射法の訓練をしたものの、この射法では雷撃成功には確信がもてなかった。

### 第1射法
1941年8月に、安定器を備えた九一式魚雷改2の最初の10本のプロトタイプが航空母艦「赤城」の雷撃隊に供与され、極めて良好な結果を示したので、直ちに全雷撃隊は「第1射法」に切り替えた。脚とフラップを収納した状態で、より高速である 160 ノット (約 300 km/h)、高度 20 m で雷撃するようになった。
- 目標艦船の 800 m 手前で、速度 300 km/h, 高度 60 m で発射された魚雷は、3.5 秒後に速度 324 km/h で 290 m 先の水面に角度 22° で突入する。その後、水中を 500 m 駛走して、21秒後に目標に命中する。

- 目標艦船の 620 m 手前で、速度 300 km/h, 高度 10 m で発射された魚雷は、1.4 秒後に速度 304 km/h で 120 m 先の水面に角度 9.5° で突入する。その後、水中を 500 m 駛走して、21秒後に目標に命中する。

1942年5月8日朝の珊瑚海海戦において、第五航空戦隊の九七式艦上攻撃機隊は、アメリカ軍の防御陣を突破して、USS「レキシントン」(CV-2) と USS「ヨークタウン」(CV-5) に全速降下した。小型のヨークタウンには、飛行隊長の島崎少佐が率いる4機1隊が雷撃したが、4本の魚雷がすべて回避された。巨大なレキシントンには、航空母艦「瑞鶴」から1隊、「翔鶴」から2隊の合わせて3隊、14機の九七式艦上攻撃機が集中攻撃し、最後の2本が左舷に命中した。
これらの九七式艦上攻撃機は、従来の雷撃機ではできなかった最高速度 204 ノット (378 km/h) を超える全速で接近してきた。レキシントンの艦橋にいた F. C. シャーマン艦長は、魚雷を抱いたまま船の近くに撃墜された九七式艦上攻撃機を観察し、その尾部がなにか箱型のもので覆われているのを見た。彼はこれが高速度で雷撃できる理由だと報告した。

### 高速雷撃射法
速度 300 ノット (556 km/h) の高速度での雷撃では、投下高度は最高 300〜350 m に制限された。この高度制限は、水面入射時の二重反転スクリューのプロペラ翼の強度限界による制限だった。これは横須賀空でテスト中に、陸上爆撃機「銀河」(P1Y1) から高速かつ高度 100 m で射出された魚雷が、スクリュー翼のひび割れによって進路を曲げて駛走したことによる。高速度雷撃では、最低高度制限も設定され、40 m に設定された。高度 30 m 未満で投下されると、水面上を飛び跳ねる可能性があった。
1944年3月に横須賀海軍基地において、高機動性を陸軍操縦士搭乗のキ-67（四式重爆撃機）を用いた 300 回のテストから射出諸元を導出し「高速雷撃射法」を確立した。海軍はこれを制式射法として承認した。電波高度計 タキ13 を装備した キ-67 は1トン魚雷を抱いて高度 1,500 m から水面レベルまで急降下し、2種類の形式で射出する。
1. 速度範囲 370〜460 km/h (200〜248 ノット) では、高度範囲 30〜120 m で射出
2. 速度範囲 460〜560 km/h (248〜302 ノット) では、高度範囲 50〜120 m で射出

### 左右への横滑り
雷撃隊搭乗員の戦死率は非常に高く、第二次大戦初期で 30〜50 %、太平洋戦争の終盤においては昼間攻撃作戦では 90〜100 % の戦死率に達したので、熟練搭乗員達は生き残りのために戦術を工夫した。左右に「横滑り」（機体の進行方向に対して機首の向きを左右に傾けること）して飛行経路を欺瞞し、航空魚雷の射点に到達するまで射弾を回避したのもその一つである。
天山 (B6N2) が USS「ヨークタウン」(CV-10) に雷撃をした場面の一連の写真は典型的な雷撃戦術を示している。2枚めのこの写真では、この天山は自機の左（写真では右）方向に向かって横滑りしていて、対空砲火の炸裂煙は機の右（写真では左）に外れている。

## 歴史
年表
1931年 九一式航空魚雷、兵器制式採用、生産開始。
1936年 改1 着脱式尾部木製安定板を導入。
1937年 木製緩衝器装着のうえで、高度 500 m と 1,000 m からの投下デモンストレーション。
1939年 改2 生産開始。水面突入後の沈下深度が大きな問題となる。
1941年 改2 ロール安定制御器を導入して浅深度雷撃テストをクリア。真珠湾攻撃、マレー沖海戦。
1941年 改3 生産開始。
1942年 インド洋作戦、珊瑚海海戦、ミッドウェー海戦、南太平洋海戦。
1943年 改5 生産開始。
1944年 マリアナ沖海戦、台湾沖航空戦。

### 航空魚雷を開発した科学者、エンジニアたち
1923年ころ、成瀬正二技術大尉（当時、終戦時は少将）は英国の工廠を見学して報告し、日本の航空魚雷開発を最初から担当することになった。 
1930年には、九一式航空魚雷は成瀬少佐（当時）が開発を開始し、1931年に兵器として制式採用された。ただし、九一式航空魚雷の初期型には、本体構造に脆弱性があった。
愛甲文雄大尉（当時、終戦時は大佐）は1931年以降、兵科将校として九一式航空魚雷の開発チームを推進する責任者に指名された。愛甲大尉は航空魚雷を開発するための人的資源を集め、主にハード面の実験を指揮し、原因は解明するように命令し、安定器（ロール安定制御システム）が必要と判明した時には是非なく開発するよう命令した。彼は、九一式航空魚雷を自分が開発した偉大な業績として誇っていた。また、成瀬少佐からの兵科将校の追加をという強い要望をうけて、愛甲少佐は同期の片岡政市少佐（当時、のち大佐）を招き、制御機構面の指揮担当として追加した。 
成瀬正二少将の指揮下で、かつて海軍空技廠で一連の九一式航空魚雷を開発した人々は、後に「九一会」として親交を保った。広田晴男 元少佐、小平（松縄）信 元少佐、家田 元工長、野間 元技師、前田盛敏 元技師、市川英彦 元大尉、川田輝幸 元海軍技術学生などである。

### 尾部木製安定板の導入
1936年ごろ、空中姿勢安定用の脱落式木製尾翼（框板）が開発され、空技廠雷撃科嘱託、村上少将により、複葉機の一〇式艦上雷撃機を使って直径 45 cm の旧型四四式二号魚雷で雷撃成功を確認し、九一式航空魚雷では 120 ノットでも安定して雷撃が成功することを確認した。
航空魚雷開発チーム・メンバーたちは1936年に九一式航空魚雷を改めて改1とし、「框板」に対応させた。チームは翌1937年に、高度 500 m と 1,000 m で「緩衝器」付きの航空魚雷の投下テストをデモンストレーションした。航空魚雷開発チームは、中止されていた九一式航空魚雷の開発を再開した。
1938年には、九一式航空魚雷は脆弱な本体を強化対応した改2になった。1940年秋には、雷撃隊は海軍大演習に参加して戦技を示し、海軍首脳に深い印象を与えた。 

### 安定器の開発
九一式航空魚雷は、初期の加速度制御機構を備えたロール安定制御システムで称賛を得た。九一式航空魚雷は、すでに脱落式の空中姿勢安定木製尾翼（框板）を備えていて安定した雷撃が実現できていた。しかし、魚雷の射出速度が 130 ノットから 180 ノットに引き上げられたので、転動（ローリング）問題が出現した。単なる安定板による減衰方式ではなく、ローリングを舵によって安定させる加速度制御システムが必要となったのである。
安定器（ロール安定制御システム）が導入される以前は、九一式航空魚雷は、当時の他の航空魚雷と同様に深刻な問題を抱えていた。高速で荒っぽく射出されると、魚雷は空中で2回転以上することがあった。大波の立つ荒れた海面に突入するとき、魚雷はさらに激しい衝撃を受け、スピン回転を受けることがあった。そうなると、魚雷は走行方向が逸れたり、浅海面では海底に突き刺さったり、水深 100 m 以上に沈下して水圧で壊れたり、水中から飛び上がったり、水面を飛び跳ねたりし、反対方向に走り出すものさえあった。確実な雷撃は、一部の精鋭搭乗員だけが静かな海で行うことができた。
連続回転している魚雷は制御を失う。ジャイロスコープや深度計が正常に動作していても、そのような激しい外乱を受けた状態の魚雷は、比較的緩やかな軌道修正動作を目的として作られた尾部の舵では走行方向を制御することができない。魚雷がいったん長軸周りの速い回転を起こすと、水平舵と垂直舵があるべき位置からずれたり、上下反転したりして、結果的に暴走を引き起こした。
1939年、広田大尉（当時）の率いるエンジニアと科学者たちは、数年にわたるテストのデータによる数値解析から、一つの結論を導き出した。航空魚雷には加速度制御（PID制御）によるロール安定制御システムが必要であり、さもなければその航空魚雷は転動し暴走するだろうという結論であった。加速度制御は、当時としては不可能と思われた。この問題が解決されないまま、2年間が経過した。
航空魚雷の設計におけるブレークスルーは、まず1941年春に空技廠の家田工長が最初に発明した安定器（ロール安定制御システム）だった。家田システムの実験に入って10日後に、海軍技師の野間が別のシステムを発明し、1941年夏に最終テストされた。こちらもまったく同じ動作をするが構造は異なっていた。試作機のテスト期間に、後者のシステムのほうが応答タイムラグが少ない点でより良いと判定された。この結果、生産された九一航空魚雷には野間システムが採用された。
その装置は、単なる小さな機械式の空気バルブ構造物が、魚雷本体後部の左右にある小さな安定舵（ロール・ラダー）を制御しているだけのように見えたが、実は航空魚雷技術界の技術革新だった。九一式航空魚雷ははじめて、荒れた海で使えるようになった。
安定器は、魚雷の両側に設置された安定舵で魚雷の転動（ローリング）を安定化するための操舵制御システムである。安定舵は飛行機の補助翼（エルロン）と同じく左右ひねり動作を生じ、±22.5° の角度範囲で動作する。魚雷が回転運動中か、所定の角度までロールしたとき、安定器は、中立方向に戻すように安定舵を修正操舵する。魚雷が中立の 0° に向かってロールを戻してくる途中で、安定器はこの角速度の向きとロール収束範囲を検知して、魚雷が中立に戻る角速度にブレーキをかける（「当て舵」動作をする）。
変位角速度の範囲と角速度変化（加速度）に応じて選択的に当て舵を操舵する部分は、角加速度操舵方式となる。
安定器付き九一式航空魚雷改2によって、沈降深度 20 m 以下での雷撃が実現できるようになった。実際には、機動部隊の第一航空戦隊所属の一握りの雷撃隊精鋭パイロットたちは、沈降深度 10 m 以下の浅海面での雷撃をすることができた。安定器によって、浅い軍港に停泊中の軍艦への雷撃を可能にしただけではなく、荒れた海の大波の中を全速力で進む軍艦を雷撃可能にした。

### 頭部炸薬の増量
安定器によって、九一式航空魚雷はさらに重い頭部を搭載することが可能になった。初期の九一式頭部と九一式頭部改1はそれぞれ、炸裂火薬量 149.5 kg（頭部重量 213.5 kg）を搭載しただけだったが、改2では炸裂火薬量 204 kg（頭部重量 276 kg）を搭載した。頭部改7は双発機搭載用で、炸裂火薬量 420 kg（頭部重量 526 kg）を搭載した。これらは、第2次大戦中に米海軍軍艦が防御装甲をどんどん強化してきたので、その装甲を貫通するように設計された。

## 九一式航空魚雷改2の構造
九一式航空魚雷は実質的に外洋で作戦に使える最初の航空魚雷になった。

### 頭部
長さ = 1,460 mm (57-5/8 in)
起爆装置は慣性起爆である。水面下で所定距離を走行した後に安全装置のロックが解除される。魚雷が命中すると、頭部内後部にある重量物の慣性衝突が炸薬を点火する。この内部の重量物による点火でなければ、炸薬は爆発しない。20 mm 炸裂弾を打ち込んだテストでも、安全ロックされた状態の炸薬を爆発させることはできなかった。 
頭部には、水面への突入の強烈な衝撃に対抗するために、外殻前部の内部下側を強化する「T型」とよばれた帯状部品がある。実際の量産品では、この頭部は内部殻の前底部に5本の強化ストラップバンドを必要とし、星型を下半分に切ったような、すなわち文字 T と文字 Λ を重ね合わせ溶着したような形で補強された。また、頭部の前上部には2本の細かなスティッチラインが並んでいて爆発効果を上げた。大戦終盤期には先端にフックを2つ設けた頭部もあった。
雷撃では、魚雷は高空から加速降下してくる航空機から射出される。高度 100 m で射出された航空魚雷は、マッハ 0.5 近い速度で水面に激突し、100 G を超える強烈な衝撃を受ける。高速な雷撃に対応するために、頭部補強が必要とされた。
三式爆発尖九一式改7頭部は1943年に採用された双発機雷撃用の頭部であって、艦底破壊用の起爆装置である三式爆発尖「T金物」が、通常の爆発尖とともに装備された。三式爆発尖には、水中で曳航する凧を用いた。魚雷は水深 10 m という、艦船の喫水に対して深めに設定された水中を駛走し、頭部から伸ばした約 10 m の曳航索で、大きさ 1 m 余りの小型水中曳航機を、金属製凧として引っ張り、魚雷から 2.2 m 上方に揚げて進んだ。曳航機が標的艦船の下側面に激突して潰れたとき、曳航索の張力がなくなって艦底直下に先行している魚雷頭部の信管を作動させ、装甲されていない艦底を破壊する。魚雷深度計の水深調整は、通常雷撃目標の水深 3 m（巡洋艦）〜 5 m（戦艦）より2倍以上深く、標的艦船の艦底を通り過ぎる水深 10 m に事前調整された。航空魚雷開発関係者たちは技術的に成功と考え、戦後にアメリカ海軍を驚かせたと伝える。
三式爆発尖「T金物」は1944年10月中旬の台湾沖航空戦だけで使用された。台湾沖航空戦後に鹿屋基地の魚雷調整班において反省会が開かれた。この頭部が駛走終期に自爆を起こすという問題点と、水中曳航機が嵐の大波や軍艦の航跡波をうけ曳航索の張力が変動し信管の自爆を起こした可能性が指摘された。この基地で調整した航空魚雷を、台湾沖航空戦の攻撃に向かったT攻撃部隊（七六二航空隊）が装備した。所属の双発攻撃機である一式陸攻、銀河、キ-67（四式重爆撃機）雷撃機（陸軍九十八戦隊）は全機、「T金物」付きの改7頭部の航空魚雷を搭載して雷撃を行ったと伝えられる。。台湾沖航空戦以降「T金物」は使用されなかった。

### 気室
L = 1,068 mm (42-1/8 in)
気室は薄い殻の円筒で、ニッケルクロムモリブデン鋼でできている。この強靭な合金鋼は、もともと戦艦の装甲板用に開発された。気室には圧力 175〜215 気圧 (2,500〜3,000 psi) の圧縮通常空気が充填され、この空気で石油燃料を燃焼して駆動力を発生する。水中を 2,000 m 走行する間に、圧力は約 50 気圧 (710 psi) に減る。日本製の魚雷の気室は、円筒状の金属柱の内部を削り出して気室に加工していた。したがって、気室が魚雷の全部品の中で最高価格の部品であった。欧米では、気室は金属板を円筒状に溶接加工していた。

### 前部浮室
L = 733 mm (28-7/8 in)
前部浮室（フロート部）には、真水タンク、燃料石油タンク、深度計がある。
深度計は、この区画の内部底面に配置され、水中深度を検出する。水深の変位レベルを検出して尾部の水平舵（昇降舵）を比例動作させ、その結果、魚雷は水中で水平走行を保つ。

### エンジン機関室
L = 427 mm (16-7/8 in)
この区画には、エンジンを冷却するために水が自由に入ってくるように作られている。
起動スタータ、「調和器」とよばれる圧力レギュレータ、ウェットヒーター式燃焼室、主エンジン、そして水平舵（昇降舵）制御器が内部にある。
起動スタータは、魚雷が水面に落下する間、1個は垂直の縦舵操舵用の、もう1個は両側の翼ラダーが付いている安定舵用の、それぞれのコントローラを起動する。水平舵（横舵）は上げ一杯の位置に固定されている。起動スタータは、魚雷が水面を打ったとき推進の主エンジンを起動する。航空機に搭載されている間は、ロックとして太いボルトがスタータに挿し通されている。魚雷が投下されるとこのボルトは引き抜かれ、ボルトは航空機の機体の下側に残る。
「調和器」と呼ばれるエンジン吸気部の圧力レギュレータ（降圧器）は、2段構成になっていて、それぞれに圧力調整弁が付いている。これは気室の高圧空気の 215〜50 気圧 (3,000〜711 psi) を、10 気圧 (142 psi) 程度の一定圧力に降圧調整する。気室の圧力は水面下を走行するにつれて低下するが、圧力レギュレータは一定圧の空気をエンジン吸入口に供給し、速度 43 ノット (80 km/h) を保つ。
ウェットヒーター室（加熱室）は耐熱鋼でできている。九一式航空魚雷の各種は、第2次大戦中の他のほとんどの魚雷と同じくウェットヒーターエンジンを使った。一般的なウェットヒーター燃焼方法は、魚雷のエンジンの燃焼効率を劇的に改善した。エンジンは、ウェットヒーター部（加熱部）の燃料石油と高圧空気の混合ガスに真水をスプレーし、加圧水蒸気燃料ガスを生成してエンジンに供給する。高圧石油燃料ガスは 800 ℃ で燃焼する。燃焼ガスに真水の霧を噴霧すると、水蒸気爆発を起こし、石油燃料が完全に燃焼する。
主エンジンは、8気筒星型単列ピストンエンジンである。
尾部水平安定板の水平舵（昇降舵）は、前部浮室（フロート部）にある深度計からの接続ロッド機構によって操舵される。

### 後部浮室
L = 1,002 mm (39-1/2 in)
1本のドライブシャフトが尾部区画に向かって貫通している。この後部浮室（フロート）区画には、機械オイルタンク、縦舵操舵器、安定器、そして左右両側に安定舵（ロール・ラダー）がついている。
機械オイルタンクは、後部浮室の中央に配置されている。
縦舵操舵器（縦舵コントローラ）は一般的なジャイロスコープによる操舵システムであって、縦舵を操舵して魚雷の長軸をジャイロが検出する方向にまっすぐに進める。このジャイロスコープは魚雷が航空機から投下されるときに回転を開始する。ジャイロは2重リングで自由に動くように支持されている。

#### 安定器

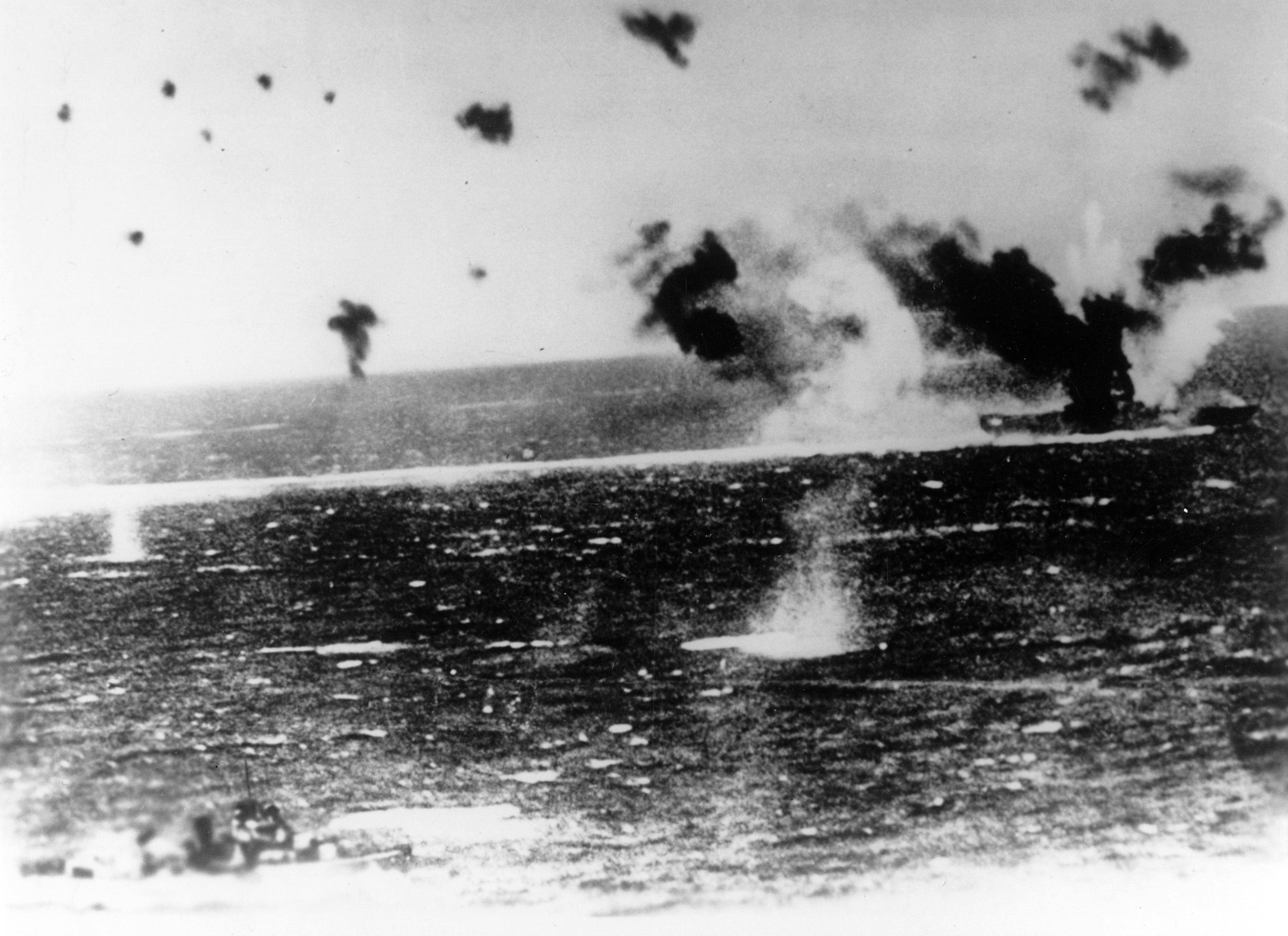
1942年5月8日朝、珊瑚海海戦、航空母艦瑞鶴の九七式艦攻 (B5N2) の雷撃。手前の水しぶきは九一式魚雷の水中突入による

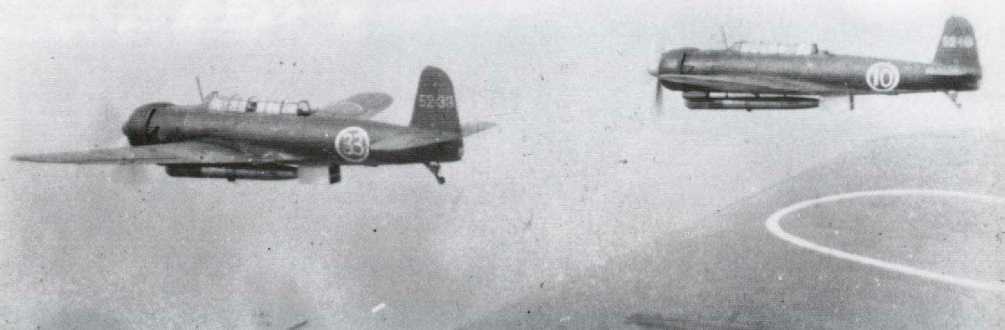
天山艦攻、箱型安定板付き雷撃装備での編隊飛行

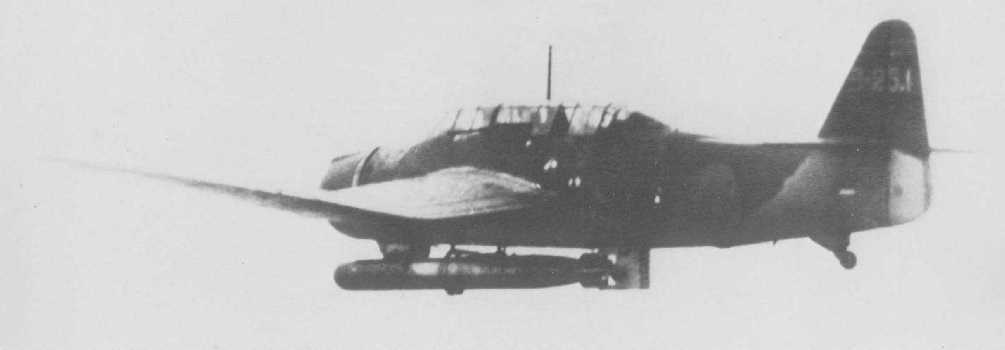
1944年、流星艦攻、4式安定板付き雷撃装備

「安定器」と呼ばれたロール安定制御システムは、空気バルブによる機械式の制御システムであって、ロールを制御するための設計には数値解析を必要とした。この制御システムのジャイロスコープは、ロール角度を検出し、コントローラは魚雷のロール傾きを正立位置にするように制御する。
ジャイロスコープ付きの安定器は、航空魚雷の両側の安定舵（ロール・ラダー）を ±22.5° の範囲で操舵できる。魚雷がロールすると、この安定器は飛行機の補助翼（エルロン）のように安定舵をひねり修正操舵して、反対向きのロール回転モーメントを生み出す。
魚雷が 10° を超えて傾き、正立位置に向かって戻ってくるとき、制御空気バルブの中の、この小さな機械式制御システムが機能を発揮する。魚雷が ±10° の範囲内に戻ってくるとき、このコントローラは逆方向に安定舵を切り換える「当て舵」動作をして、修正方向のロール回転にブレーキをかけ、ロール戻りの行き過ぎを防ごうとする。しかし、そのまま正立位置を通り過ぎて反対側の傾きになる。回転は反対側のある傾きで停止して、再び正立位置に向かって傾きを戻す。このとき安定器は傾き変化を検知し、安定舵を当て舵操作して回転にブレーキをかける。魚雷は正立位置を通過し、またある傾きでロールが止まる。これの繰返しになり、ちょうど空気クッションがバウンスして床に落ち着くような動きをする。動きは続くが、空中で 2〜3.6 秒のうちにロール角度は正立位置の微かなロール揺れ振動範囲に収束する。
実際のテストでは、爆弾倉から落下していくテスト中の魚雷を真上から撮影した高速度撮影ムービーフィルムを解析することによって、この制御システムの動作が観察され、有効性が証明された。この安定器は、水中突入後の走行結果によって、水面下でも有効に機能していることが示された。

#### 安定舵
安定舵（すなわちロール・ラダー）は魚雷の両舷外側に付いていて、修正操舵によって、魚雷の長軸周りの傾きとは反対回りの回転モーメントを生み出す。両ラダーは 8 cm 角の小さな四角い金属翼である。
左右両側の安定舵は、空中でも十分な操舵力を得るために、着脱式の木製空中安定翼で覆われていた。安定翼は、魚雷が水面に突入したときの強い衝撃で壊れ去るようになっていた。安定翼は、大きさ 12 cm × 20 cm (4-3/4 in × 7-7/8 in) で、左右両端が3本ずつのアルミ製シェアリングピンで留められた。残る本来の金属製安定舵は、水中駛走中にも操舵されて、水中突入時に発生した回転運動を減衰させた。

### 尾部区画と2重スクリュー
L = 530 mm (推進スクリューのハブ先端まで) (20-7/8 in)
水面下を走行する魚雷を直進させるため、ベベルギアを使って同軸反転2重4枚羽根スクリューを駆動する。尾部区画は、垂直安定板と水平安定板を十字型に備えている。それぞれの安定板（フィン）はその後方に舵をもっている。水平安定板と水平舵は魚雷の長軸方向の幅が比較的広く、操舵は比例動作であった。他方、垂直縦安定板は比較的小さく、縦舵は安定版の後縁全体にわたるが、そのスパンは極めて狭い。縦舵の操舵は、右一杯／中立／左一杯の3状態をそれぞれ所定時間継続させる積分動作であった。

#### 框板、脱落式の空中姿勢安定木製尾翼

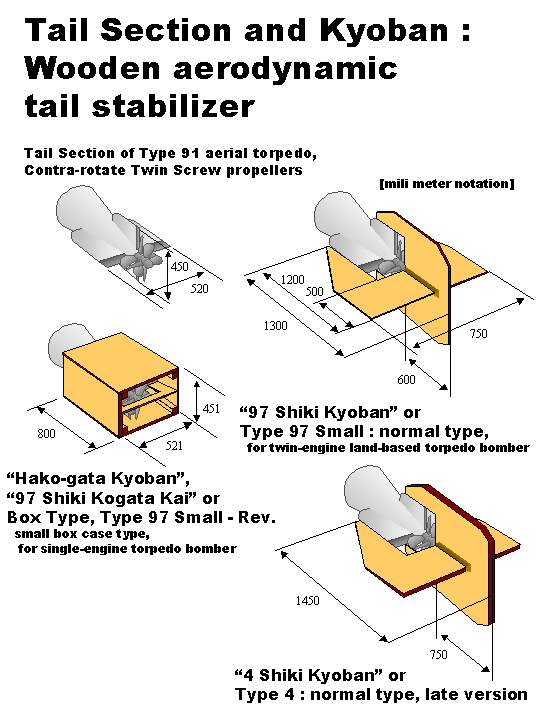
九一式航空魚雷、尾部区画と空気力学的な木製尾部安定板

航空魚雷尾部の金属製安定板は、空気力学的に空中姿勢を安定させる木製尾部安定板（框板）で覆われる。これは1936年に導入された。木製尾部安定板は水中突入時の衝撃で脱落する。単発の艦上雷撃機（九七式艦上攻撃機、艦上攻撃機天山）の場合は、箱型形状の「九七式小型改框板」が使われた。
双発の陸上攻撃機（九六式陸上攻撃機、一式陸上攻撃機、キ-67 四式重爆撃機）の雷装の場合は、尾部安定板を延長した十字型形状の「九七式框板」が使われた。空気抵抗は小さく良好だが、機体下部の爆弾倉に空間的余裕が必要になった。陸上攻撃機の雷撃装備の場合、爆弾倉内部の気流を整流するためにもう一枚の板が必要とされた。爆弾倉に巻き込んで入ってくる乱流が投下される魚雷の空中挙動に乱れを生じさせるのを防ぐためだった。
1944年以降はより高速、低空での雷撃に対応するため十字型形状で各安定板の面積を増した「四式框板」が採用され、新型の銀河や流星のほか、天山やキ-67などでも九七式框板に替わって用いられた。
魚雷は 160 ノット (300 km/h) 以上の速度で空中に投下され、放物線の軌跡に沿って水面に自由落下していく。空気力学的に設計された木製尾部安定板「框板」は空中の頭上げ下げ運動を安定化し、水面へ突入する軌跡に沿わせる。構造は簡単でよく機能した。

#### スクリュー
スクリューは同軸反転2重回転スクリューで、それぞれのスクリューは4枚のプロペラ羽根をもつ。
各スクリューの製造は、四角い合金鋼からの鍛造で、最初に太い十字型にされ、次に中心をパンチで打ち抜かれる。1トン、3トンの鍛造によって4枚羽根が形成される。
推進部はコンパクトに設計され、前部スクリューと後部スクリューは 5 mm 間隔で配置されている。スクリュー強度に関連する事故が起きたことがある。銀河が高速降下で高度 100 m から雷撃テストを実施していたとき、魚雷の走行方向が途中で曲がってしまった。水面での強烈な衝撃によって、後部スクリュー羽根の1枚に打たれた前部スクリュー羽根の1枚にクラックが発生したためだった。航空魚雷開発チームメンバーは、加工前の焼き鈍し、加工後の焼き入れ、焼き戻しの重要性を再確認し、そのように実施された。
焼き鈍しでは、金属塊は 700 ℃ に2時間置かれた後、石灰粉の中で冷却される。
焼き入れでは、850 ℃ に1.5時間置かれた後、油の中で冷却される。
焼き戻しでは、180 ℃ の油の中に2時間置かれた後、空気中で冷却される。
材質: SK クロムモリブデン鋼（この材質は21世紀ではタービンブレードに使用されている）
処理: 鍛造

### 操舵方式
全量操舵方式
縦舵の操舵方式。右一杯／中立／左一杯の3状態をとる全量操舵。舵角一杯の全量操舵状態を所定の時間維持する積分的操舵。九一式航空魚雷は、魚雷長軸の左右転舵方向には長い時定数をもつ。
比例操舵方式
水平舵（昇降舵）の方式。検出する変位に応じて操舵角を比例操舵。九一式航空魚雷は、安定板付き空中状態および水中では魚雷長軸の頭上げ回り方向には中程度の時定数をもつ。
角速度操舵方式
安定舵（ロール・ラダー）の方式。通常は全量操舵をするが、ロール角度に対応して戻り方向で選択的に「当て舵」操舵する部分では角速度操舵方式となる。左右の安定舵は飛行機の補助翼（エルロン）のように左右をひねる動作。この操舵システムが、不安定な転動（ロール回転）振動を収束させる。九一式航空魚雷は、魚雷長軸を中心軸とする転動方向には約 0.5 秒の短い時定数をもつ。

## 安定器（ロール安定制御システム）の構造
広田晴男 元海軍少佐
小平信   元海軍大尉 

九一式航空魚雷、安定舵（ロール・ラダー）

九一式航空魚雷、安定器（ロール安定制御システム）の本装置

九一式航空魚雷の安定器（ロール安定制御システム）の動作

安定器（ロール安定制御システム）は、ジャイロからの比例制御を受けて、魚雷の両側に配置された安定舵を操舵する、1組の空気バルブシステムである。
安定器は、ジャイロスコープ、本装置（主コントローラ）、補助バルブ（出力ブースター段）で構成される。最も重要な部分は本装置である。

### ジャイロスコープ
ジャイロスコープは、ロール角度をリアルタイムに検出する。そしてこのジャイロは、本装置の内部中心を左右にスライドする棒状のパイロット弁（パイロット・バルブ）にロール傾き検出角度に比例するプッシュプル式制御操作を入力する。

### 本装置
本装置（主コントローラ）は、操舵用制御圧力空気の1入力／2出力ポートをもち、魚雷の転動（ロール回転）に平行に配置される。本装置の中心軸に配置されたパイロット弁（パイロット・バルブ）にジャイロスコープから制御操作入力された魚雷のロール角度に対応して、ロール傾きを修正操舵する回転側の制御圧力空気の出力ポート（バルブ）を排他的にオンにする（開く）。本装置はさらに、修正操舵が効いて魚雷がロール傾きを正立位置に戻してくるときに、その角速度方向とロール角度の減少に対応して、修正操舵にブレーキをかける「当て舵」操舵（修正方向と逆向きの操舵）を行うため、それまでとは逆回りの回転側の制御圧力空気の出力ポートを排他的にオンにする。この結果、ロール角速度の時間微分である加速度を検出して制御することになる。
本装置は、円筒中空シリンダー形状のケースと、その気密状態中で所定の行程（ロール角度に比例する）を空気圧によって左右に滑動する円筒形重量物の滑動弁（スライダー・バルブ）、この滑動弁の中心軸を左右にプッシュプル操作されて動作するパイロット弁（パイロット・バルブ）、の3部位から構成されている。
滑動弁（スライダー・バルブ）は1入力2出力の構造をもつ円筒形状の重量物であり、ケース内部の両端壁と自由に動く滑動弁両端部との間に空気室ができる。滑動弁の芯となる中心軸の孔にはパイロット弁が挿しこまれていて、傾き検出したジャイロからプッシュプル（押し引き）操作されると、滑動弁の制御圧力空気の2出力ポートのうち片方の出力経路が塞がれ、他方の出力経路だけが排他的に開き、開いたオン側の出力ポートからは時計回り／または反時計回りの操舵をする制御圧力空気が出力される。
滑動弁（スライダー・バルブ）には内部に「通空気孔」とよばれる1対の空気補助孔が設けられている（説明動画）。この通空気孔が補助弁の働きをすることによって、重量物の滑動弁はプッシュプル操作されるパイロット弁の動作にやや遅れながら追随して、ロール角度に比例して左右に動く動作をする。この通空気孔から、オン側の出力ポートから分流した圧力空気がシリンダー形状ケースの片側端部に吹き込み、重量物の滑動弁をケース端壁から空気圧で押し出す。他方で押し込まれる側のケース端部の空気は、もう一方の通空気孔からオフ側の出力ポートを介して空気抜き孔から排出される。
重量物の滑動弁は、円筒中空シリンダー形状のケース内部を、密着状態で魚雷のロール角度に比例して左右に滑らかに動くが、その動作可能行程を魚雷の ±10.0° の範囲以内相当までに制限するために、ケースの構造寸法によって滑動弁のケース内滑動距離を制限している。このため、±10.0° の範囲を超えたロール状態のときには、この重量物の滑動弁はケース端部に密着したまま、したがってロール傾きを修正する操舵出力ポートをオン状態にしたまま、魚雷のロール角度が正立 ±10.0° の範囲に戻ってくるのを待っている。
正立 ±10.0° の範囲に戻ってきたときには、傾きは減少していき、ジャイロが操作するパイロット弁はそれまでとは逆方向に進むので、それに追随する円筒形重量物の滑動弁は逆方向に追随して働き、それまでの修正操舵出力ポートの回転とは逆回りの、もう一つの修正操作出力ポートを排他的にオンにする。これによって、魚雷のロール傾きが ±10.0° の範囲相当に戻ってきたときに「当て舵」（それまでとは逆回りの操舵）をして、ロール傾きを戻す回転角速度にブレーキをかける。
この当て舵操舵はジャイロがロール角度に比例してパイロット弁を再度反対方向に操作入力するまで続くので、結果的には魚雷のロール角度は、パイロット弁の操作入力と重量物の滑動弁の空気圧応答のわずかな時間遅れ（タイムラグ）を含んで、左右に微かなロール回転を残して揺れながら空中・水中を直進し、次第に正立位置に近づくように修正されていく。原理的に完全な傾き角度ゼロへの収束にはならず、わずかな揺れは残り、修正操舵の時間遅れ（タイムラグ）も残るが、航空魚雷の安定制御用として実用上支障なく、それ以上の理想追求の最適化は不要なことも確認された。

### 補助バルブ
補助バルブ（出力ブースター段）は、2入力／2出力ポートをもつ。この出力ブースター段は、1対の空気遮断バルブである。本装置の2つの出力ポートの後段に縦列接続（カスケード接続）されていて、2つの強力な高圧制御空気を排他的に切り替え、出力の1つは時計回りに／もう1つは反時計回りに安定舵をひねり駆動する。このブースター段は、激しい衝撃を受ける状況で本装置を衝撃から守り、操舵を確実にするために設けられた。

## 航空雷撃における一連の動作
1. コクピットで雷撃手が投下スイッチをオンにする。
2. 搭載拘束ワイヤーバンドを爆管点火で切断し[注釈 4]、投下索を解除。魚雷投下、拘束ワイヤーバンドは自由落下する。
3. 魚雷は落下していき機体付属の安全ボルトは魚雷から抜ける。これによって、縦舵操舵コントローラのジャイロと安定器（ロール安定制御システム）のジャイロが回転を開始する。
  - 縦舵方向はまっすぐに保持されたまま。
  - 水平安定板の水平舵は上げ一杯の位置で固定。
  - 安定舵は安定器によってロール操舵を開始。

--- 航空魚雷、水中へ突入 ---
4. 水面での強烈な衝撃により、安定舵の木製安定翼が離脱し、尾部の箱型／十字型の空中尾翼安定板（框板）が破壊し飛散。
5. 推進部の同軸2重反転スクリューの固定ロックが解除される。
6. 推進エンジンが、水中を進む間に冷走アイドリング回転開始（高圧空気だけで回転開始）。
7. 水平安定板の水平舵を上一杯に固定していたブレーキが解除され、深度メーターが操舵動作開始。
水中突入時の強い水圧が魚雷の板を倒し、エンジン燃焼室のガス燃焼を開始。
8. 推進ウェットヒーターエンジンが「熱走」開始（燃料と空気の混合ガスと水噴霧で高エネルギー燃焼を開始）。
9. 頭部にある起爆装置の安全ロックが水中走行中に解除。
10. 目標に命中したとき、頭部の炸薬が爆発。

## 理論: 航空魚雷の運動方程式

航空魚雷の空中での運動方程式のベクトル

成瀬正二少将は戦前から太平洋戦争終了まで、彼のクラス講義で次のように説明していた。
航空魚雷の運動方程式は、連立常微分方程式で表現できる。次式で空中での魚雷の頭上げ動作がモデル化された。
Eq. 1: 魚雷の水平速度方程式
Eq. 2: 魚雷質量の水平加速度方程式
Eq. 3: 魚雷の垂直速度方程式
Eq. 4: 魚雷質量の垂直加速度方程式
Eq. 5: 時間変数についての角速度方程式
Eq. 6: 時間変数についての角速度微分方程式
{\displaystyle {\begin{array}{lclr}dx/dt&=&V_{X}&\cdots (Eq.\ 1)\\W/g\times \left(dV_{X}/dt\right)&=&-D\cos \varphi -L\sin \varphi &\cdots (Eq.\ 2)\\dz/dt&=&V_{Z}&\cdots (Eq.\ 3)\\W/g\times \left(dV_{Z}/dt\right)&=&D\sin \varphi -L\cos \varphi +W&\cdots (Eq.\ 4)\\d\theta /dt&=&\omega &\cdots (Eq.\ 5)\\I\times \left(d\omega /dt\right)&=&57.3M-bV\omega &\cdots (Eq.\ 6)\end{array}}}
ここで、Eq. 6 の定数 57.3 は、1ラジアン = 57.2958° による。
Eq. 6 の bVω は、ダンピングモーメントであり、b は次式で定義される。
{\displaystyle b=-(\delta C_{mgH}/\delta \alpha _{H})\times (\rho S{\mathit {l}}/2)\times {\mathit {l}}_{H}\,}
ここで、魚雷の角度モーメントは、次式の頭上げ挙動である。
{\displaystyle \omega {\mathit {l}}_{H}/V=(\delta C_{mgH}/\delta \alpha _{H})\times (\rho S{\mathit {l}}/2)\times {\mathit {l}}_{H}\times V\times \omega \,}
V : 魚雷の速度
VH : 魚雷の水平速度
VZ : 魚雷の垂直速度
φ : 魚雷の進行方向の水平軸に対する角度
θ : 魚雷の進行方向の水平軸に対する姿勢角度
α : φ と θ とのなす角度、すなわち魚雷の尾翼の頭上げ角
W : 魚雷の質量
g : 重力加速度 (9.8 m/sec2)
I : 魚雷の重心での揚力モーメントの慣性係数
ω : 揚力角速度（単位はラジアン）
D : 空気抵抗モーメント
L : 揚力モーメント
M : 魚雷の長軸周りの回転モーメント
ρ : 空気密度
S : 魚雷の断面積
l : 魚雷の長さ
lH : 魚雷の尾翼による揚力モーメントの中心と重心との距離
lH の値は、箱型の木製安定尾翼のあり／なしによって異なる空気抵抗モーメント係数として、風洞実験で測定した。
{\displaystyle {\mathit {l}}_{H}=(-C_{mgH}\,{\mathit {l}}+C_{tHd})/C_{nH}\,}
ここで、各係数は次のとおり：
CnH = CXH sin α + CZH cos α 
CtH = CXH cos α + CZH sin α 
CX : 空気抵抗モーメント係数 D / (1/2 ρV2S )
CZ : 揚力モーメント係数 L / (1/2 ρV2S )
Cmg : 魚雷の重心周りの回転モーメント係数 M / (1/2 ρV2l )
CXH : 魚雷の箱型安定尾翼による空気抵抗モーメント係数
CZH : 魚雷の箱型安定尾翼による揚力モーメント係数
CmgH : 魚雷の箱型安定尾翼による重心周りの回転モーメント係数
この高次連立常微分方程式は、解析解を求めることはできないが、数値解析で解くことは可能である。
Eq. 1〜4 を所定の境界条件下で解くことにより、t, X, Z それぞれを求める式が定積分の形で得られる。
{\displaystyle X=\int _{\lambda _{0}}^{\lambda }\,{\frac {d\lambda }{gC}}\,+\,k\,\varphi (x),\quad Z=\int _{\lambda _{0}}^{\lambda }\,\lambda \,{\frac {d\lambda }{gC}}\,+\,k\,\varphi (x)}
ここで、初期時刻 t = 0 で、λ = −tan φ，λ0 = −tan φ0 とする。
定積分は常微分方程式分野における合成シンプソン公式によって数値解析する。
頭上げ動作の方程式 Eq. 5 を4次ルンゲクッタ法によって数値積分して ω を求める。
魚雷の頭上げ動作の安定性 Eq. 6 は指数関数方程式であり、指数移動平均法 (EMA) で数値解析する。

### 頭上げモーメントの方程式
広田少佐は、彼の方程式で魚雷の実際の動作を証明した。
頭上げ回りの運動では、尾部の空中姿勢安定木製尾翼（框板）は、魚雷の長軸を魚雷重心の動きベクトルつまり魚雷の動き方向に沿わせる働きだけでなく、頭上げつまりピッチング振動を減衰する働きがあった。後者の効果は、次に示すように重心の角速度についての頭上げモーメントの変化分になる。
{\displaystyle -(1/2)\times 57.3\,C_{1}\,\rho \,V^{2}\,b\,S_{1}\,(b/V)\,(d\theta /dt)\,}
ρ : 空気密度
V : 魚雷の速度 (定数)
C1 : 頭上げ動作係数、尾部安定板に対する空気流れ 1° につき
b : 魚雷の重心と尾部安定板の揚力モーメントの中心との距離
S1 : 尾部安定板の水平板面積の総和
θ : 魚雷の長軸の角度と重心の移動向きベクトルのなす角度、単位はラジアン
時間に関する上げ角度の1次導関数 57.3 (b/V) (dθ/dt) は頭上げ運動を減衰させる主要因である。
投下中の頭上げ下げ（ピッチング）振動の減衰特性は、空中安定性を改善し、魚雷の空中軌道を改善する。

### ロール回転モーメントの方程式
最初にロール回転モーメントの方程式が立てられた。それは次のロール角度 ν の t に関する連立2階微分方程式に単純化される。
{\displaystyle {\begin{array}{lclr}I_{2}(d^{2}\nu /dt^{2})&=&-K-M(d\nu /dt)&\cdots (Eq.\ 7)\\(d^{2}\nu /dt^{2})+M/I_{2}(d\nu /dt)&=&0&\cdots (Eq.\ 8)\end{array}}}
ここで、最上部中立点での角運動を解析するために、初期条件を次のように設定する。
t = 0 で dν/dt = ω0，ν = 0
すると、Eq. 7 と Eq. 8 は次のとおり単純化される。
{\displaystyle {\begin{array}{lcll}d\nu /dt&=&-(I_{2}\,/\,M)\,(K\,/\,I_{2})\,+\,(\omega _{0}\,+\,K\,/\,M)\,e^{-(M/I_{2})t}&\cdots (Eq.\ 9)\\\nu &=&-(K/M)t\,+\,(I_{2}/M)\,(\omega _{0}\,+\,K/M)\,(1\,-\,e^{-(M/I_{2})t})&\cdots (Eq.\ 10)\end{array}}}
ここで、K と M は次式で定義される：
K = −(1/2) C2 ρV2 S2 a
M = (1/2) × 57.3 C1 S3 (b22 / 12)ρV
上式中の各記号は次の定数と変数を表す：
ρ : 空気密度
V : 魚雷速度 (定数)
C2 :  両側の安定舵の空気流れベクトルについての 22.5° での揚力係数
a : 2個の安定舵の揚力の空気力学的中心間の長さ
S2 : 1個の安定舵の面積（脱落式木製安定翼）
b2 : 尾部の空中安定板の横幅
C1 : 尾部の空中安定板の空気流れベクトルについての角度 1° ごとの揚力係数
S3 : 尾部の安定板の面積総和、ただし箱型形状「框板」には S3 / 4 が使われる。
I2 : 魚雷の重心での揚力モーメントについての慣性係数
ν : 魚雷の長軸周りの回転角度
実際の解析における繰返し処理では、ある角度値 ν° を Eq. 10 に設定して t の値を得て、その t を Eq. 9 に代入することによって、最上部中立点を通り過ぎるときの角速度を求めることができる。
数値解析自体は見栄えがしなくて一般の理解を得にくいので、広田少佐は航空魚雷開発チームの部外者に対しては、その代りに当て舵に関する Eq. 7 についての非常に簡単な定性的な説明を行い、理解を得た。それは多くの数値解析の結果から得られるロール角度に関する方程式の挙動性質についてだった。Eq. 7 は魚雷のロール角速度の変化を表し、時間に関する2次微分である。
ロール安定制御器をもつ魚雷は、Eq. 7 の係数 K と M によって、魚雷の揺れの大きなロール回転モーメントを、小さな左右にゆききする揺れローリング動作に収束させる。この加速度制御は 0 にはならない。
特に、Eq. 7 は、右辺の K を変化させることで大きなロール回転モーメントを小さく左右に揺れるローリング動作に収束させる。これは、実際にはロール安定制御器が、次に示すようにロール角速度の大きさ、向き、および傾き検出角度に応じて適応的に、両脇の安定舵をひねり操舵しロール回転モーメントを発生させることで実現している。
ロール角度が ±10° の範囲を超えると、Eq. 7 の K は常に正として、安定舵を操舵する。
ロール角度が ±10° の範囲内に戻ってくると、 Eq. 7 の最初の項 K は値の符号を負に切り替えて当て舵操舵をする。
他方で、 Eq. 7 の右辺第2項の M は、木製の尾部安定板の特性を表し、常にロール回転モーメントを減衰させる。
このようにして、九一式魚雷は、空中を落下している間も、水面下を走行している間も、ロール回転モーメントによるロール回転、揺れ振動を収束可能にしている。

## その他

### ドイツへの技術供与
ドイツは日本に、航空魚雷の技術と九一式航空魚雷の譲渡を申し込んできたことがあった。大日本帝国海軍はその申込みを受け入れ、技術だけではなく九一式航空魚雷を多数、ドイツに持ち込んだ。
ドイツは「航空魚雷」技術を知る必要があった。1940年11月11日のタラント空襲でイタリア戦艦リットリオが大破し、1941年5月26日にはドイツ戦艦ビスマルクが1発の魚雷をうけて舵と操舵機構が数時間故障した経験があった。またこのころ、ドイツは地中海を航行する連合国輸送船を航空魚雷攻撃する必要があった、と伝えられる。

### 製造工場
川棚海軍工廠は、九一式航空魚雷の製造工場だった。
九一式航空魚雷は三菱重工業長崎兵器製作所で生産され、第二次世界大戦真珠湾攻撃において、多大な戦果を上げた。当初は、航空魚雷の研究開発は神奈川県の横須賀海軍工廠で行われた。エンジンの試作まではどうにか行ったが、魚雷本体の研究が進まず、しびれを切らした海軍では同製作所に設計を指示した。荒木豊技師を主任に開発を開始して、軽量小型化し、逆に爆薬量は大量に積める設計となった。
1941年（昭和16年）8月に、海軍省から三菱長崎兵器製作所へ、九一式航空魚雷100本を11月5日までに完納するよう、親展が入電した。製作所では、36時間連続作業を決行し、完納した。12月8日、真珠湾攻撃の雷撃機による戦果を受け、海軍から感謝電報がつぎつぎに舞い込んだ。長崎兵器製作所岸本鹿子治所長の「この大戦果をおさめた魚雷には（長）の刻印が押してある。諸君が心血を注いで作り、かつ調整したあの魚雷である」の言葉に全所員が涙にむせんだ。
後に、大日本帝国海軍は2つの海軍工廠支部として、三重県鈴鹿海軍工廠と川棚海軍工廠を設立した。川棚海軍工廠は、長崎県の佐世保海軍工廠の支部だった。川棚海軍工廠は、魚雷製造に特化された。

### 戦後

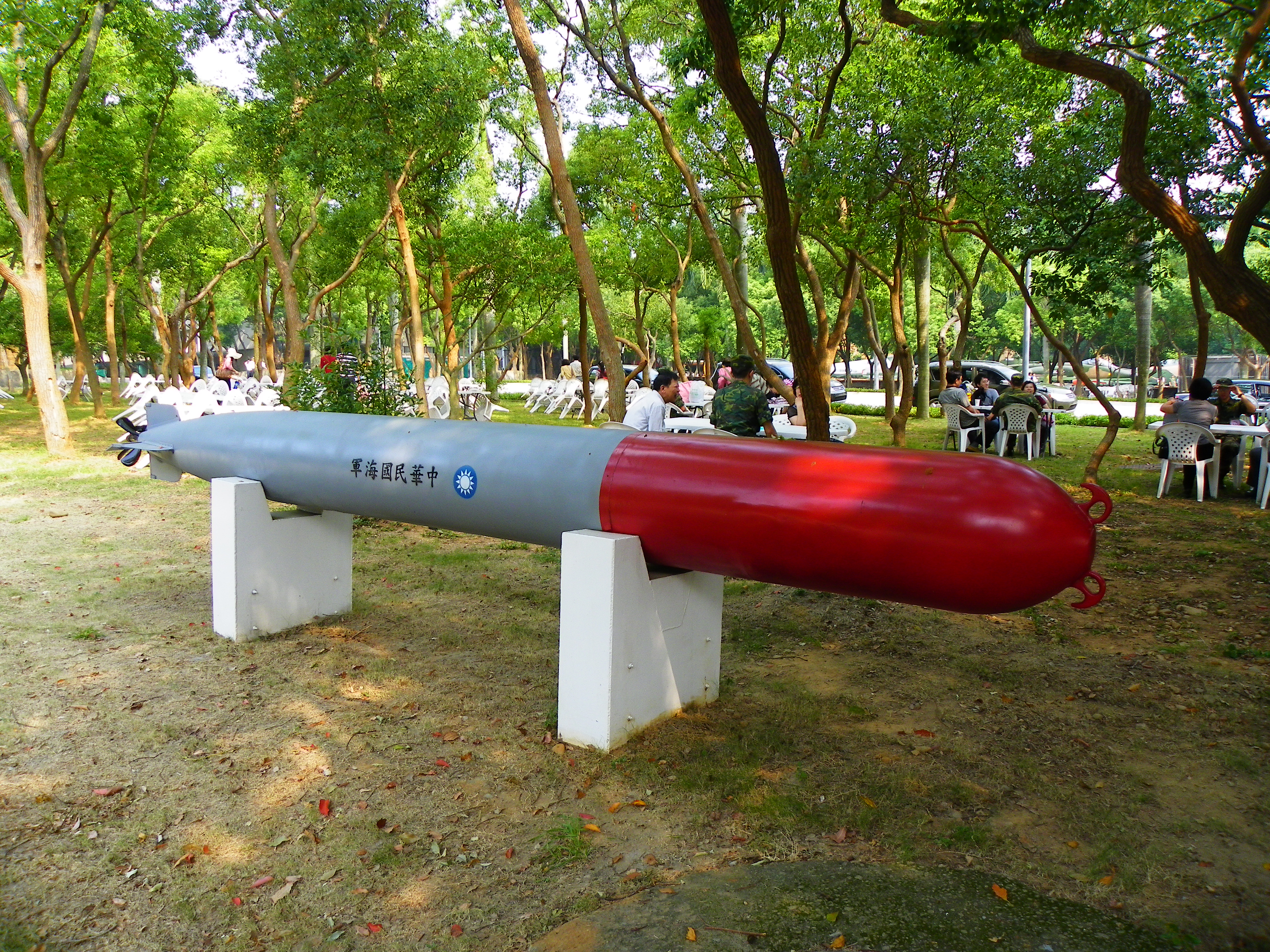
台中市烏日区の成功嶺で展示されている中華民国（台湾）海軍の九一式魚雷

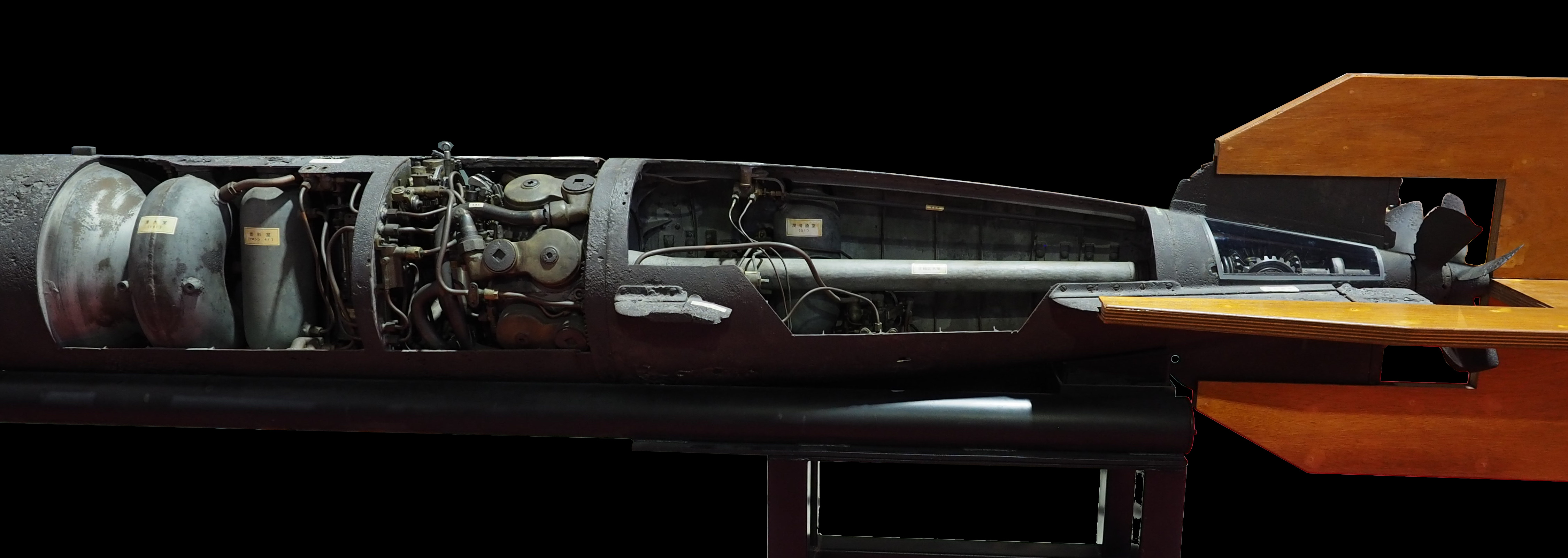
三菱重工業長崎造船所史料館に展示されている九一式魚雷

兵器技術である魚雷開発は戦争放棄の憲法第9条により禁止された。一部の技術者は大学に職を得たが、大多数は戦後の日本の混乱のなかで民間会社で働きはじめた。

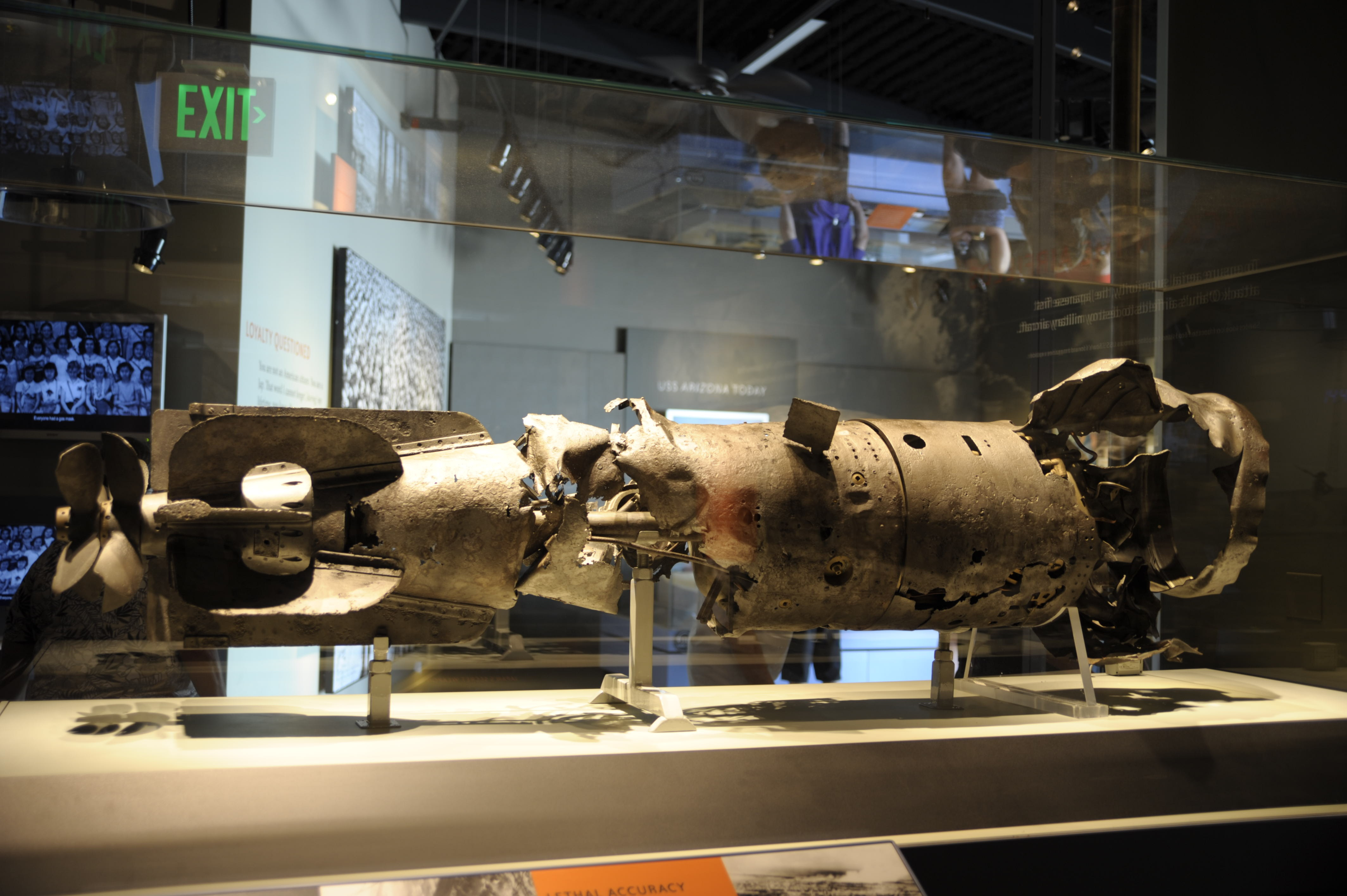
パール ハーバー ナショナル メモリアルに展示されている九一式魚雷

12年後の1957年（昭和32年）、20本の九一式魚雷が台湾に対して輸出された。契約の総額は50万ドルであった。
30数年後の1978年（昭和53年）、彼らは神奈川県逗子市にある由緒ある旅館、養神亭に集まり、小さな会を立ち上げ、金を募って自費出版サービスで小さな本『航空魚雷ノート』を作ることにした。最初の会長、田中雄太 元大尉は翌1979年に亡くなり、主要メンバーの前田盛敏 元技師も亡くなった。鈴木 元大尉が2代目の会長となり自費出版本の出版にこぎつけた。
九一式魚雷は自衛隊の江田島第一技術学校に展示されていた。
オリジナル原型をとどめる九一式魚雷は、2005年までは兵庫県の国道2号道路沿いの小さなドライブイン食堂「よろい」に併設された個人の展示館に展示されていた。2005年の閉店後、他の展示品ともども近所の農家やミリタリー・コレクターたちに売却された。
1991年5月にフォード島沖で発見・回収された九一式魚雷の一部がオアフ島のパールハーバー・ナショナル・メモリアルに展示されている。弾頭部は危険と判断され処分された。「赤城」搭載の九七式艦攻（操縦：安江巴一飛、偵察：遠藤恒次二飛曹、電信：荻谷幾久男三飛曹）が被弾のため投棄した魚雷と考えられている。
1997年6月に沖縄県豊見城村で発見され陸上自衛隊の爆弾処理班によって不発弾として収容された九一式航空魚雷が、那覇空港敷地内の、陸上自衛隊西部方面隊所属、第1混成団に併設された資料館に保管展示されている。この魚雷はオリジナルの形態を保っている。また、三菱重工業長崎造船所史料館に不発弾処理されたカットモデルが展示されている。
他、現在、海上自衛隊　下総基地内に展示されている。